# 芬蘭銀行
芬蘭銀行（芬蘭語：Suomen Pankki）是芬蘭的中央銀行，也是世界上第四古老的中央銀行，成立於1812年3月1日。在芬蘭開始使用歐元前，芬蘭銀行是芬蘭馬克的發行單位，現為歐洲中央銀行的會員之一。

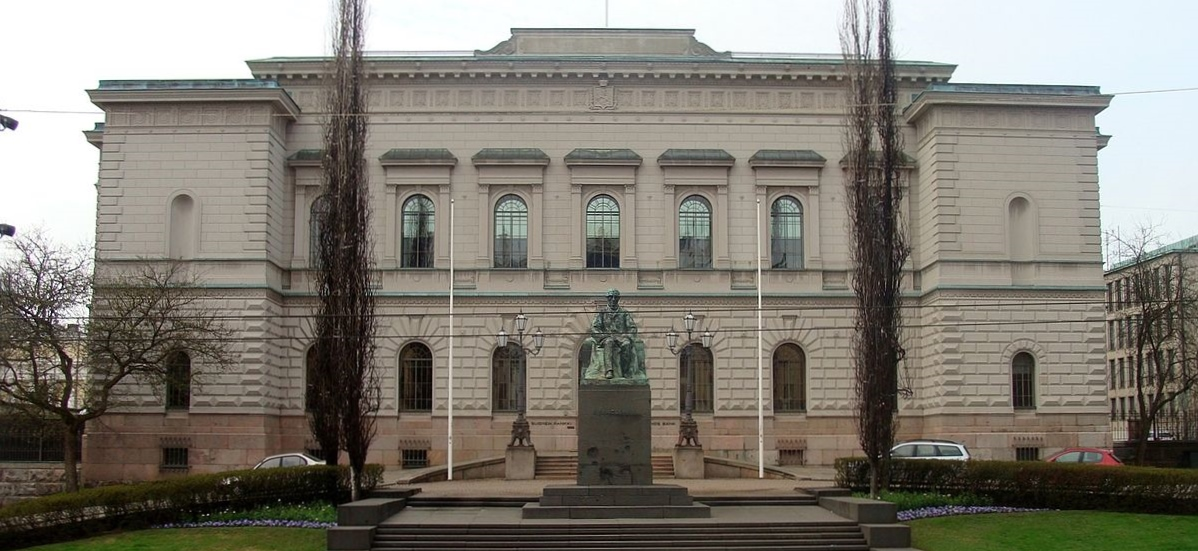
位于赫尔辛基的芬兰银行总部大楼

## 外部連結
- 官方網站 （页面存档备份，存于） （文） （瑞典文） （英文）